# Expedición 15
La Expedición 15 fue la decimoquinta estancia de larga duración en la Estación Espacial Internacional.

## Tripulación

### Primera Tripulación (abril-junio de 2007)
- Fyodor Yurchikhin (2) Comandante -  Rusia
- Oleg Kotov (1) Ingeniero de vuelo -  Rusia
- Sunita Williams (1) Ingeniero de vuelo -  Estados Unidos

( ) indica el número de vuelos espaciales que cada miembro ha completado. Incluida esta misión.

### Segunda tripulación (junio-octubre de 2007)
- Fyodor Yurchikhin (2) Comandante -  Rusia
- Oleg Kotov (1) Ingeniero de vuelo -  Rusia
- Clayton Anderson (1) Ingeniero de vuelo -  Estados Unidos

## Cronología
Durante la misión se realizaron chequeos de rutina de los ordenadores, y diversos experimentos de carácter científico.

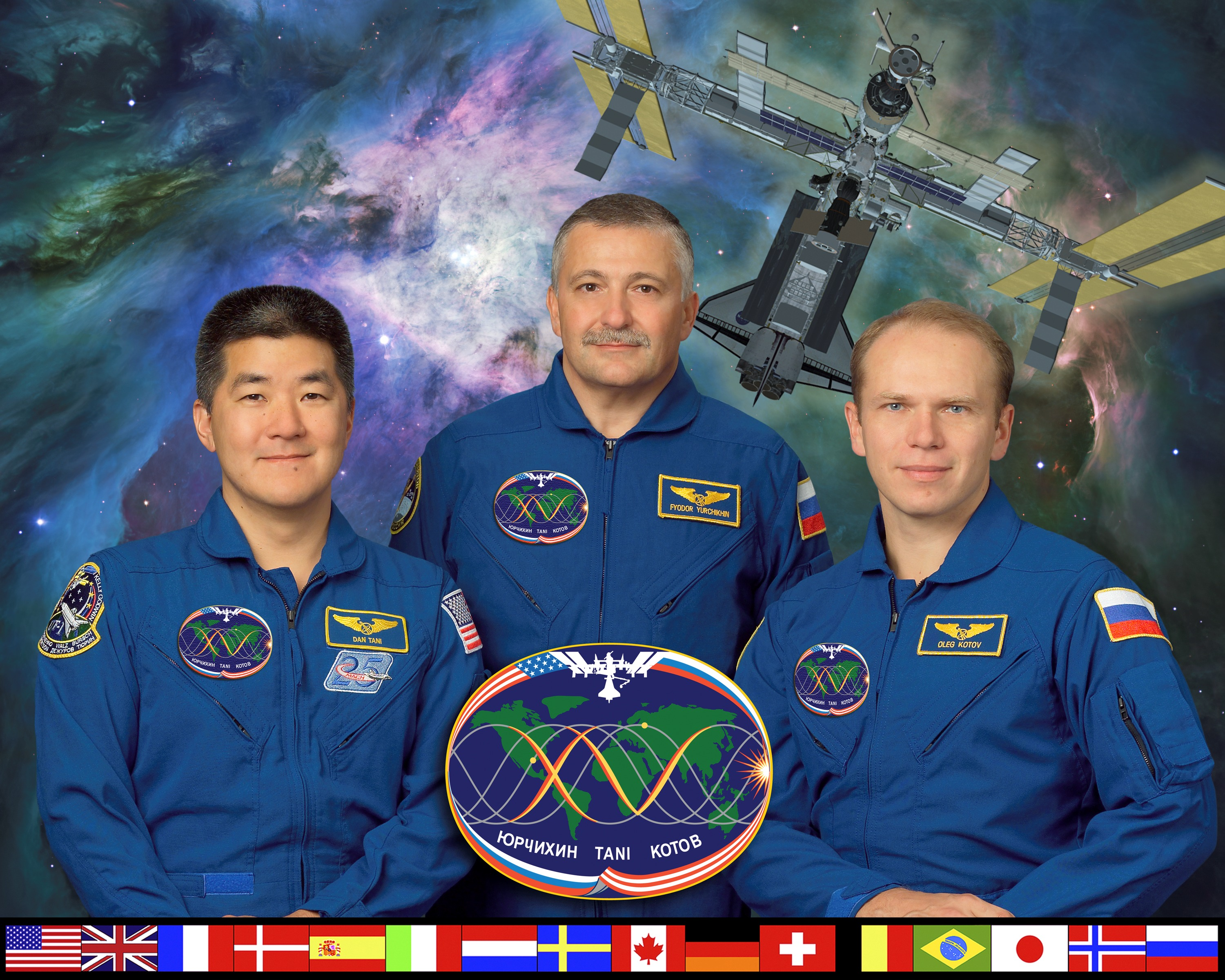
Retrato de la segunda parte de la tripulación original de la Expedición 15, de izquierda a derecha: Daniel Tani, Yurchikhin, Kotov. Debido a un cambio en el programa, Tani se une a la Expedición 16 en octubre de 2007.

- Datos: Q17202
- Multimedia: ISS Expedition 15 / Q17202